# Глазково (Калузька область)
Глазково (рос. Глазково) — присілок в Сухиницькому районі Калузької області Російської Федерації.
Населення становить 145 осіб. Входить до складу муніципального утворення Присілок Глазково.

## Історія
Від 2004 року входить до складу муніципального утворення Присілок Глазково

## Населення
| 2002 | 2010 |
| ---- | ---- |
| 159  | ↘145 |